# Cistus symphytifolius
El amagante (Cistus symphytifolius) o amagante de pinar (del tamazight insular: ⴰⵎⴰⴳⴰⵏⵜ, de am-agant > amagante, palabra masculina que significa 'granulado') es una especie perteneciente a la familia de las cistáceas.

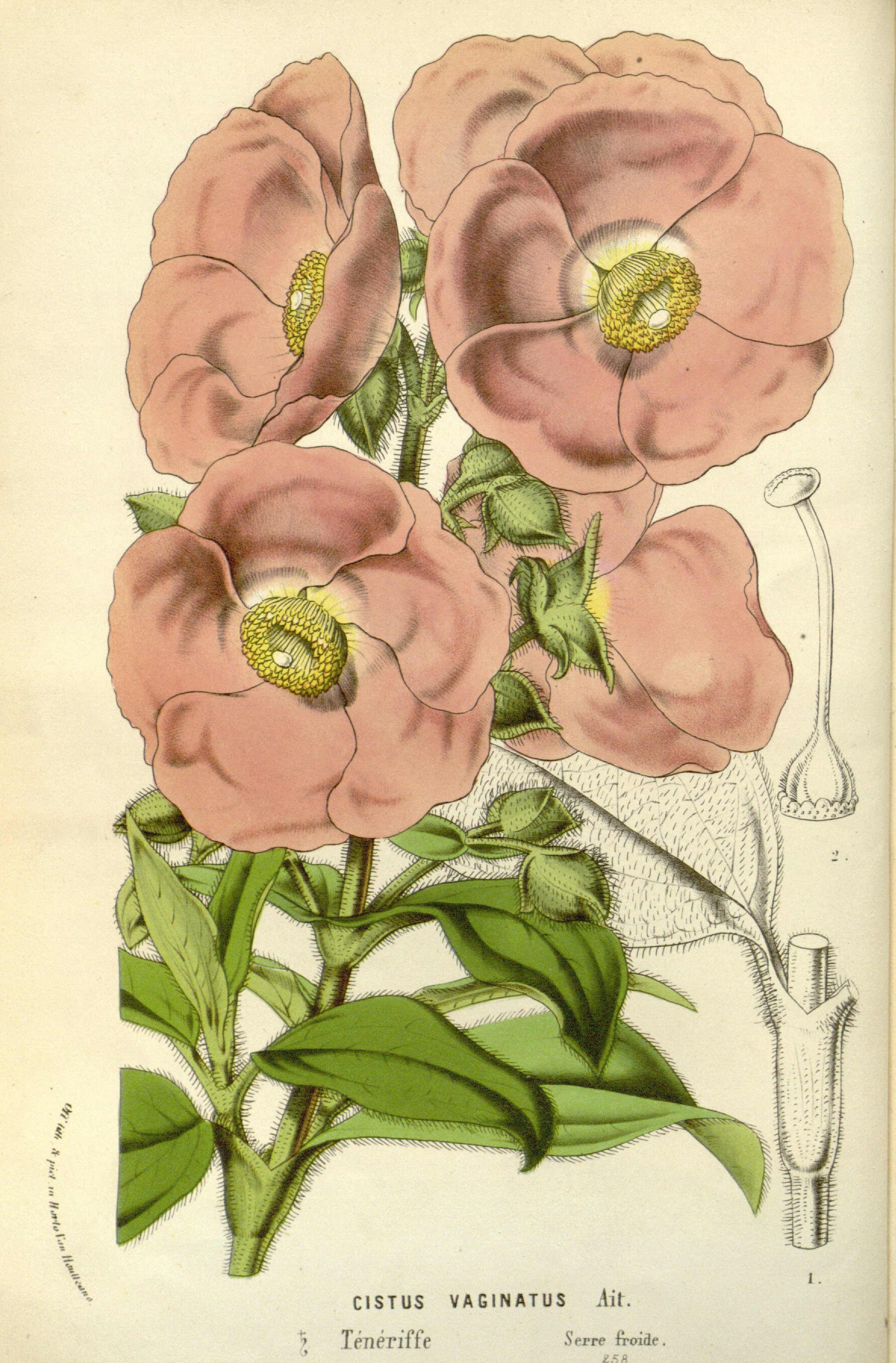
Ilustración

## Descripción
Es un arbusto endémico de las islas Canarias. Dentro del género pertenece al grupo de especies con flores rosadas y hojas con vellosidad variable, diferenciándose por sus cápsulas, que son  escasamente vellosas. 

## Propiedades
Las hojas tienen propiedades como analgésico.

## Taxonomía
Cistus symphytifolius fue descrita por Jean-Baptiste Lamarck y publicado en Botanische Jahrbücher für Systematik, Pflanzengeschichte und Pflanzengeographie 9: 96. 1887.
Etimología
Cistus: nombre genérico que deriva de un antiguo nombre griego kistus o kisthos (lat. cithos), nombre antiguo de las jaras.
symphytifolius: epíteto que  procede de la unión de Symphytum, que es el nombre de la "consuelda" y folius, que significa "follaje", aludiendo a la semejanza foliar.
Sinonimia
- Cistus ochreatus C.Sm. ex Buch
- Cistus symphytifolius f. albiflorus Demoly
- Cistus symphytifolius var. canus Demoly
- Cistus vaginatus Dryand.
- Cistus vaginatus var. hirsutissimus Willk.
- Rhodocistus berthelotianus Spach
- Rhodocistus osbeckiifolius Webb ex Grosser
- Strobon vaginatum Raf.[5]